# ボルチモア・レイブンズ
ボルチモア・レイブンズ（英語: Baltimore Ravens、略称: BAL）は、アメリカ合衆国メリーランド州ボルチモアに本拠地をおくNFLチーム。AFC北地区に所属している。
第35回、第47回のスーパーボウルで優勝している。
「レーベンズ」と表記される場合もある。一例として、NHK-BSでの試合中継は、画面表示は「レイブンズ」、新聞のテレビ欄は「レーベンズ」となっている。
元々のチーム名はクリーブランド・ブラウンズ（初代）であったが、オーナーのアート・モデルによるチームの移転に反発したクリーブランド市民に配慮して、ブラウンズの名はクリーブランドに残し、1996年にボルチモアにチームが移転する際に「レイブンズ」と改名、過去のフランチャイズヒストリーを引き継がず、形式上は新チームということで発足した。愛称の由来は、ボルチモアにゆかりのある作家エドガー・アラン・ポーの「ザ・レイヴン（大鴉）」より。レイブンはワタリガラスのことであり、チームマスコットもワタリガラスである（後述）。
クリーブランドには、その後エクスパンションでクリーブランド・ブラウンズが復活した。ブラウンズのフランチャイズヒストリーは、この新生ブラウンズに引き継がれている。

## 歴史

### マーチブローダHC時代

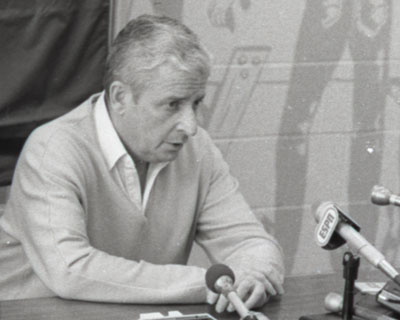
レイブンズ創設者で2003年までオーナーを務めたアート・モデル

1996年のドラフトでは1巡に2つの指名権を持っており、全体4位でジョナサン・オグデン、全体22位でレイ・ルイスを獲得した。開幕戦でオークランド・レイダースを破ったものの4勝12敗に終わった。その中で、マイケル・ジャクソンがリーグトップの14TDレシーブをあげた。
1997年、フロリダ州立大学から加入したピーター・ボウルウェアが11,5サックをあげて、AFCの最優秀新人守備選手に選ばれた。この年チームは6勝9敗1分、10月26日の試合では、同じメリーランド州に本拠地を置くワシントン・レッドスキンズとジャック・ケント・クック・スタジアムでレギュラーシーズンの試合では初対戦し勝利している。
1998年シーズン開幕前、QBビニー・テスタバーディが退団し、ニューヨーク・ジェッツに去り、ジム・ハーボー、エリック・ザイアーが先発QBを務めた。ピッツバーグ・スティーラーズからロッド・ウッドソンが加入、プリースト・ホームズが1000ヤードラッシャーとなった。この年チームは6勝10敗でシーズンを終えた。11月29日には、かつてボルチモアを本拠地としたインディアナポリス・コルツを本拠地に迎え、38-31で勝利した。
1999年、テッド・マーチブローダに代わってブライアン・ビリックがヘッドコーチに就任した。セントルイス・ラムズから獲得したトニー・バンクスは、キャリア最高の17TD、QBレイティング81.2の成績を残した。WRカドリー・イスマイルは1000ヤードを獲得した。チームは最初の11試合を4勝7敗で終えたが、
そこから8勝8敗でシーズンを終えた。

### ビリックHC時代

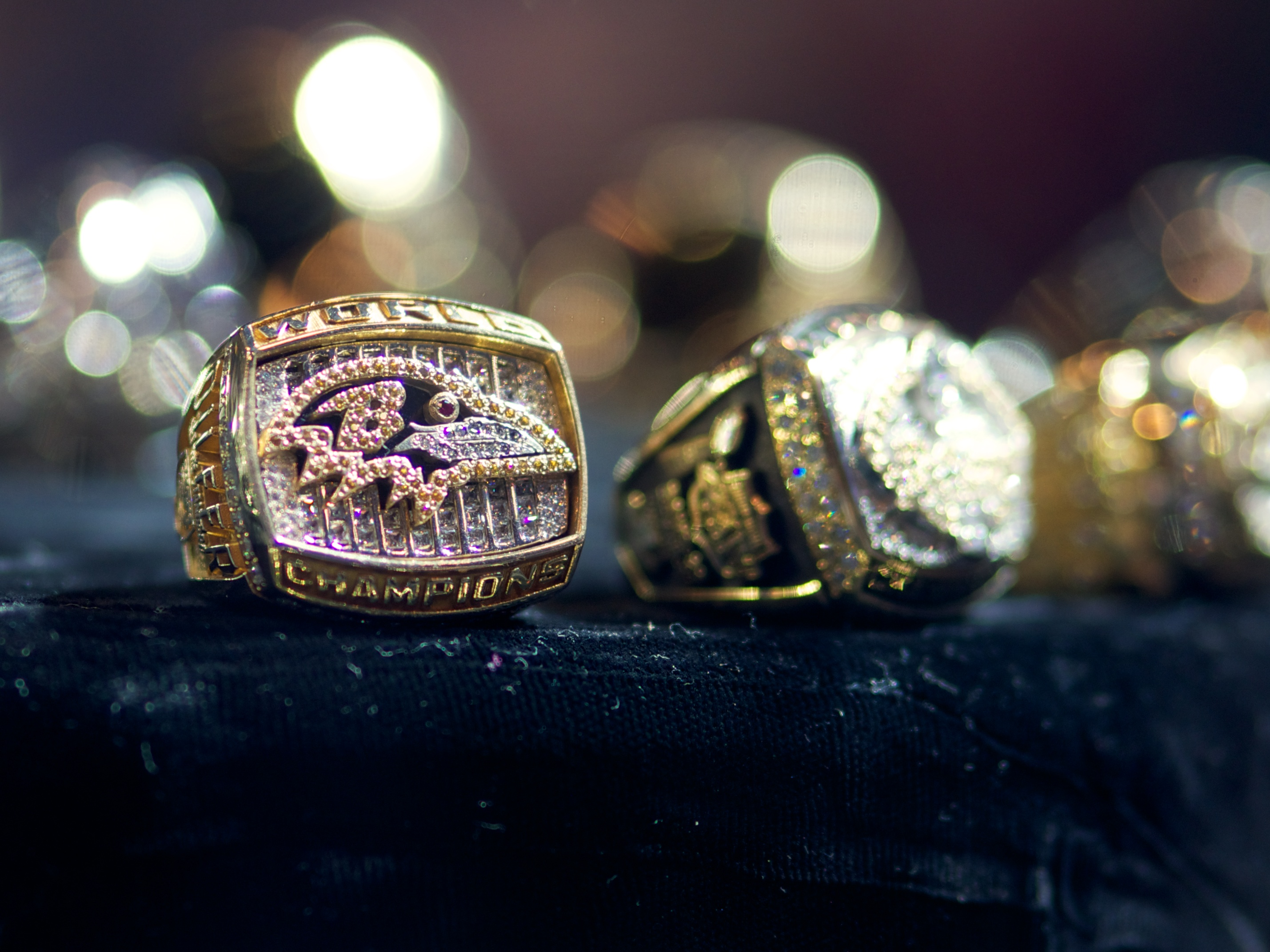
第35回スーパーボウルのリング

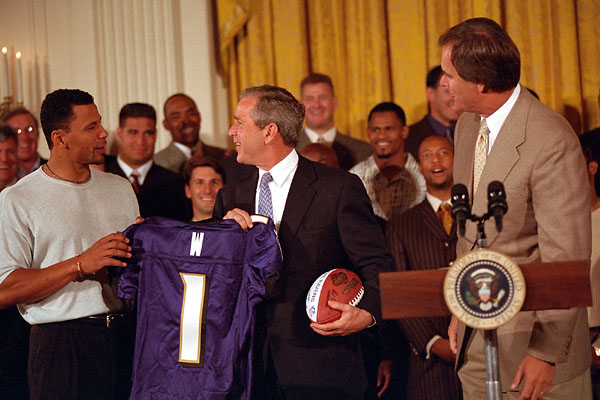
2001年6月8日、ホワイトハウスに優勝チームメンバーが招かれた際、ジョージ・W・ブッシュ大統領にボールとジャージをプレゼントするビリックヘッドコーチ

2000年3月27日、レイブンズの49%の株が、アート・モデルからスティーブ・ビスティオッティに売却された。ビスティオッティは、残り51%の株も3億2500万ドルで2004年4月9日に買い取った。
この年、マービン・ルイスディフェンスコーディネーターの下、レイ・ルイス率いる強力な守備陣は、NFL新記録となる165失点しか相手に与えなかった。レギュラーシーズンが16試合制になってからのそれまでのNFL記録は、1985年のシカゴ・ベアーズの187失点であった。レイ・ルイスは最優秀守備選手に選ばれ、ルイス、サム・アダムズ、ウッドソンがプロボウルに選ばれた。
開幕からトニー・バンクスが先発QBを務め、3勝1敗のスタートを切ったが、10月にはオフェンスがタッチダウンを1つもあげられず、5勝4敗となったところで、トレント・ディルファーが先発QBとなった。新人RBジャマール・ルイスが1364ヤードを走った。オフェンスが5試合連続でタッチダウンをあげられなかった間も、ディフェンスの活躍で2勝し、シーズン最後の7試合を全勝して、12勝4敗でシーズンを終え、プレーオフ初出場を果たした。ワイルドカードプレーオフでは、本拠地PSIネット・スタジアムでデンバー・ブロンコスを21-3で破った。ロードとなったディビジョナルプレーオフのテネシー・タイタンズ戦では、10-10で迎えた第4Qにアル・デル・グレコのFGをブロックし、アンソニー・ミッチェルがリターンTD、レイ・ルイスのインターセプトリターンTDもあり、24-10で勝利した。オークランド・レイダースとのAFCチャンピオンシップゲームでは、第2Q初めのシャノン・シャープへの96ヤードのTDパス、相手QBリッチ・ギャノンを負傷退場に追い込み、16-3で勝利した。タンパで行われた第35回スーパーボウルではニューヨーク・ジャイアンツ戦では、ディフェンスが4サックをあげるとともに、5回のターンオーバーでボールを奪い、34-7で勝利した。ジャイアンツの得点は、キックオフリターンでの1TDのみであり、第6回スーパーボウルのダラス・カウボーイズ、第7回スーパーボウルのマイアミ・ドルフィンズに続いて、3チーム目のスーパーボウルで相手オフェンスにタッチダウンを許さなかったチームとなった。ワイルドカードから勝ち上がったチームとしてのスーパーボウル制覇も史上3チーム目であった。MVPはラインバッカーのレイ・ルイスでディフェンスの選手としては珍しくスーパーボウルMVPに選ばれている。
2001年、エルビス・ガーバックが先発QBとなった。ジャマール・ルイスがトレーニングキャンプの初日にシーズン絶望となったこともあり、オフェンスが振るわず、最終週にミネソタ・バイキングスを破り、10勝6敗でプレーオフ出場を果たした。プレーオフ初戦ではマイアミ・ドルフィンズから3回のターンオーバーを奪い、相手オフェンスを151ヤードに抑えて20-3で勝利した。ディビジョナルプレーオフのピッツバーグ・スティーラーズ戦ではガーバックが3インターセプトを喫し、10-27で敗れた。
2002年、チームはサラリーキャップに苦しんだ。この年ドラフト1巡でエド・リードを獲得した。リードは2013年にレイブンズを退団するまでに9回プロボウルに選出されることとなる。この年チームは7勝9敗でプレーオフを逃した。
2003年、ドラフト1巡全体10位でテレル・サッグスを獲得した。また2003年のドラフト2巡、2004年のドラフト1巡指名権をニューイングランド・ペイトリオッツにトレードし、全体19位でカリフォルニア大学のカイル・ボーラーを獲得した。ボーラーはこの年開幕から先発QBとなったが、シーズン中盤に負傷し、アンソニー・ライトが先発QBとなった。5勝5敗で迎えたシアトル・シーホークス戦、残り7分で24-41と17点リードされたところから、オーバータイムに持ち込み、44-41で逆転勝利した。最後の6試合で5勝をあげ、10勝6敗で、AFC北地区での初優勝を果たした。ジャマール・ルイスはこの年、エリック・ディッカーソンのNFL記録にわずか39ヤード及ばない2066ヤードを走り、9月14日のクリーブランド・ブラウンズ戦ではNFL記録となる295ヤードを走った。プレーオフのタイタンズ戦でラン攻撃が100ヤードに抑えられ、17-20で敗れた。
2004年、ディオン・サンダースを獲得した。チームは7勝9敗でプレーオフを逃した。この年、15勝1敗となったスティーラーズを唯一破っている。
2005年、WRが手薄だったチームは、タイタンズのデリック・メイソンを獲得、ドラフトでマーク・クレイトンを獲得した。6勝10敗に終わったが、マンデーナイトフットボールでグリーンベイ・パッカーズを48-3で破り、スーパーボウルチャンピオンのスティーラーズにも勝利した。
2006年、QBスティーブ・マクネアの下、チームは創設以来初めて開幕から4連勝した。この年、シーズン中盤にジム・ファセルオフェンスコーディネーターを解任、その後チームは5連勝し、第13週のシンシナティ・ベンガルズ戦には敗れたもののスティーラーズを敵地ハインツ・フィールドで1TDに抑えて勝利するなど、球団記録となる13勝3敗でシーズンを終えた。インディアナポリス・コルツとのディビジョナルプレーオフでマクネアが2インターセプトを喫し、6-15で敗れた。
2007年、怪我人が続出した。12月16日には、その年まだ未勝利のマイアミ・ドルフィンズに、オーバータイムの末、16-22で敗れた。この年5勝11敗に終わった。12月31日にビリックヘッドコーチは解任され、フィラデルフィア・イーグルスのスペシャルチームコーチのジョン・ハーボーが後任となった。

### ハーボーHC時代
2008年、QBジョー・フラッコをドラフト1巡目で獲得した。第2週のヒューストン・テキサンズ戦がハリケーン・アイクのため順延されたため、チームはプレーオフを合わせて18週連続で戦うこととなった。スティーラーズ、タイタンズ、コルツに連敗し、2勝3敗となったが、最後の11試合で9勝し、11勝5敗となり第6シードでプレーオフに出場した。フィラデルフィア・イーグルス戦ではエド・リードが相手QBケビン・コルブのパスをインターセプト、自身のNFL記録を更新する108ヤードのインターセプトタッチダウンを決めた。これまでの記録は2004年の106ヤードであった。第16週のダラス・カウボーイズ戦では第4Qにウィリス・マゲイヒーが77ヤードのTDラン、ルロン・マクレインが82ヤードのTDランをあげて、33-24で勝利した。ワイルドカードプレーオフでは、マイアミ・ドルフィンズから4インターセプトを奪い、27-9で勝利した。タイタンズの本拠地LPフィールドで行われたディビジョナルプレーオフでは残り53秒にマット・ストバーのFGが決まり、13-10で勝利した。ハインツ・フィールドでのスティーラーズとのAFCチャンピオンシップでは、14-23と敗れてスーパーボウル進出はならなかった。フラッコはルーキーQBとしてプレーオフで2勝あげた最初のQBとなった。
2009年もワイルドカードでプレーオフに出場を果たしニューイングランド・ペイトリオッツを破ったがインディアナポリス・コルツに敗れてシーズンを終えた。
2010年もプレーオフに進出したが、ディビジョナルプレーオフでピッツバーグ・スティーラーズに破れた。
2011年、チームはレギュラーシーズンでスティーラーズに2勝し、地区優勝を果たしAFC第2シードとなる12勝4敗でシーズンを終えたがカンファレンス決勝で敗れた。
2012年は10勝6敗で北地区を1位で通過。第4シードで迎えることとなったプレイオフ初戦前に、長年守備陣の要として君臨したレイ・ルイスが引退を表明した。ルイスの本拠地最終試合となったインディアナポリス・コルツ戦を24対9で制した後、デンバー・ブロンコスをオーバータイムまでもつれる戦いの末38対35で下し、AFCチャンピオンシップではニューイングランド・ペイトリオッツを28対13で撃破。そして初優勝時以来の進出となったスーパーボウルでは、ヘッドコーチであるジョン・ハーボーの弟ジムが率いるサンフランシスコ・フォーティーナイナーズを34対31で下し、2度目のスーパーボウル優勝を決め、ルイスの花道を飾った。
2014年1月27日、デトロイト・ライオンズのヘッドコーチに就任したジム・コールドウェルオフェンスコーディネーターの後任に、ヒューストン・テキサンズのヘッドコーチだったゲイリー・キュービアックが就任した。オフシーズンの補強でカロライナ・パンサーズで長年活躍したWRスティーブ・スミスやTEオーウェン・ダニエルズ、RBジャスティン・フォーセットらを獲得した。2月15日、RBレイ・ライスとその婚約者（同年3月に結婚）がニュージャージー州アトランティックシティのカジノで殴りあったことで逮捕された。この殴り合いでライスの婚約者は意識を失っており、3月27日、ライスは大陪審より第3級加重暴行罪で起訴された。ライスは当初7月24日に2試合の出場停止処分となったが、9月にエレベーター内部でのライスによる暴行のビデオ映像が公開されると、バラク・オバマ大統領まで公式コメントを出すなど非難が集中し、レイブンズは彼を解雇、NFLは無期限の出場停止処分を行った（その後、無期限停止処分は11月末解除された。）。ワイルドカードでプレーオフ出場を果たしたが初戦で敗退した。
2015年1月、オフェンスコーディネーターのキュービアックがデンバー・ブロンコスのヘッドコーチに就任した後、シカゴ・ベアーズのヘッドコーチでブラウンズ時代にもオフェンスコーディネーターを務めたマーク・トレストマンが後任となった。2015年、2016年、2017年と3年連続してプレーオフ出場は逃した。
2018年は、最初の9試合を4勝5敗と苦しみながらも、負傷したジョー・フラッコに替えてQBスターターをラマー・ジャクソン（この年のドラフト1巡目に指名）とした後は7試合を6勝1敗で乗り切り、最終週で地区優勝を遂げた。プレーオフでは初戦で敗退した。シーズンオフ、フラッコをデンバー・ブロンコスにトレードした。
2019年はリーグ最高の勝率で地区優勝を遂げ、プレーオフでもナンバー1シードとなった。だが初戦ではワイルドカードのテネシー・タイタンズに対し4thダウン・ギャンブルを4度失敗して攻撃権を渡し、さらにターンオーバーを3度喫する自滅で敗れた。
2020年は新型コロナウイルス感染症の影響に苦しみ、第12週の対ピッツバーグ・スティーラーズ戦では陽性判明者および濃厚接触者の続出により、三度の延期を経て開催されたが、エースQB、トップ2人のWR、そしてトップTEを出場させられずに敗北した。だが最後に5連勝を挙げてワイルドカードでプレーオフに進出した。初戦ではタイタンズを破ったが、二戦目ではビルズに対し、試合途中でQBラマー・ジャクソンが脳震盪で退場し敗れた。
2021年は11戦目まで8勝3敗と好調であったが、ラマー・ジャクソンが負傷し、12戦目から6連敗を喫して地区最下位となりプレーオフを逃した。そのうち5試合は3点差以内の負けであり、さらにそのうち2試合は試合最後のタッチダウンのあとに同点となる可能性の高いキックを選択せず、あえて2ポイント・コンバージョンを狙うことで延長を避けて勝利を狙い、失敗している。2022年3月29日、2025年末までHCハーボ―との契約を延長した。
2022年は第13週でラマー・ジャクソンが負傷してその後のレギュラー・シーズン全試合は欠場した。タイラー・ハントリーが代役となり、第16週にプレーオフ出場を決めた。第17週のベンガルズVSビルズの試合が中止となり、ベンガルズの試合数が一つ少なくなったために地区優勝は逃したものの、第18週のレイブンズVSベンガルズでレイブンズが勝って勝利数で並びかつプレーオフのワイルドカードで両者が再対決した場合の開催地は、本来は中止試合の結果に左右されるはずであったため、コイントスで決めることになった。だが最終戦では負傷したQBハントリーを休ませてルーキーQBのアンソニー・ブラウンを先発させたレイブンズが敗れたため、コイントスは行われず、第6シードとしてベンガルズの本拠地でワイルドカードラウンドを戦うことになった。QBハントリーが先発したワイルドカードラウンドでは、エンドゾーン直前でQBスニークによるタッチダウンを狙うも、ファンブルして98ヤードのリターンタッチダウンを喫し、結局そのまま7点差でベンガルズに敗れた。OCのグレッグ・ローマンはチームを離れた。
2023年はシーズン初めからジャクソンが健康でチームは地区首位を走り続け、第15週にはこの時点でカンファレンス首位の勝率でプレーオフ進出を決めた。第17週にはシード権1位を獲得した。ディビジョナル・プレーオフではヒューストン・テキサンズを破った。だがカンザスシティ・チーフス相手のAFCチャンピオンシップゲームでは、敵陣エンドゾーン1ヤード手前のファンブルや敵陣エンドゾーン内でのインターセプトなど3回のターンオーバーを献上し、さらに複数回のパーソナルファウルを含む合計95ヤードに値するペナルティを犯すなど、自滅する形で敗退した。
2024年は早くから3年連続でプレーオフ進出を決め、最終戦の勝利で2年連続の地区首位となりシード3位となった。プレーオフ初戦では同地区のピッツバーグ・スティーラーズを破った。二戦目ではバッファロー・ビルズに対し3つのターンオーバーを許して屈した。

## 文化

### ロゴマーク論争
チーム最初のロゴマークは、大きな「B」の文字とクロスボトニーが描かれた盾から広げられたワタリガラスの翼を特徴としたデザインのものであったが、メリーランド州のアマチュアアーティストの男性は自身の案が採用されながら功績と認められず、逆に著作権の侵害と疑われる事態になりアメリカ合衆国第4巡回区控訴裁判所へ提訴した。最終的に裁判所はアーティストの男性を支持をする判決を取ったものの、金銭的補償は認められなかった。それを踏まえ、チームは1999年、ボルチモア・サン（地元の新聞社）の世論調査を元に、現在も使用している新しいロゴマークを発表することとなった。

### マーチングバンド

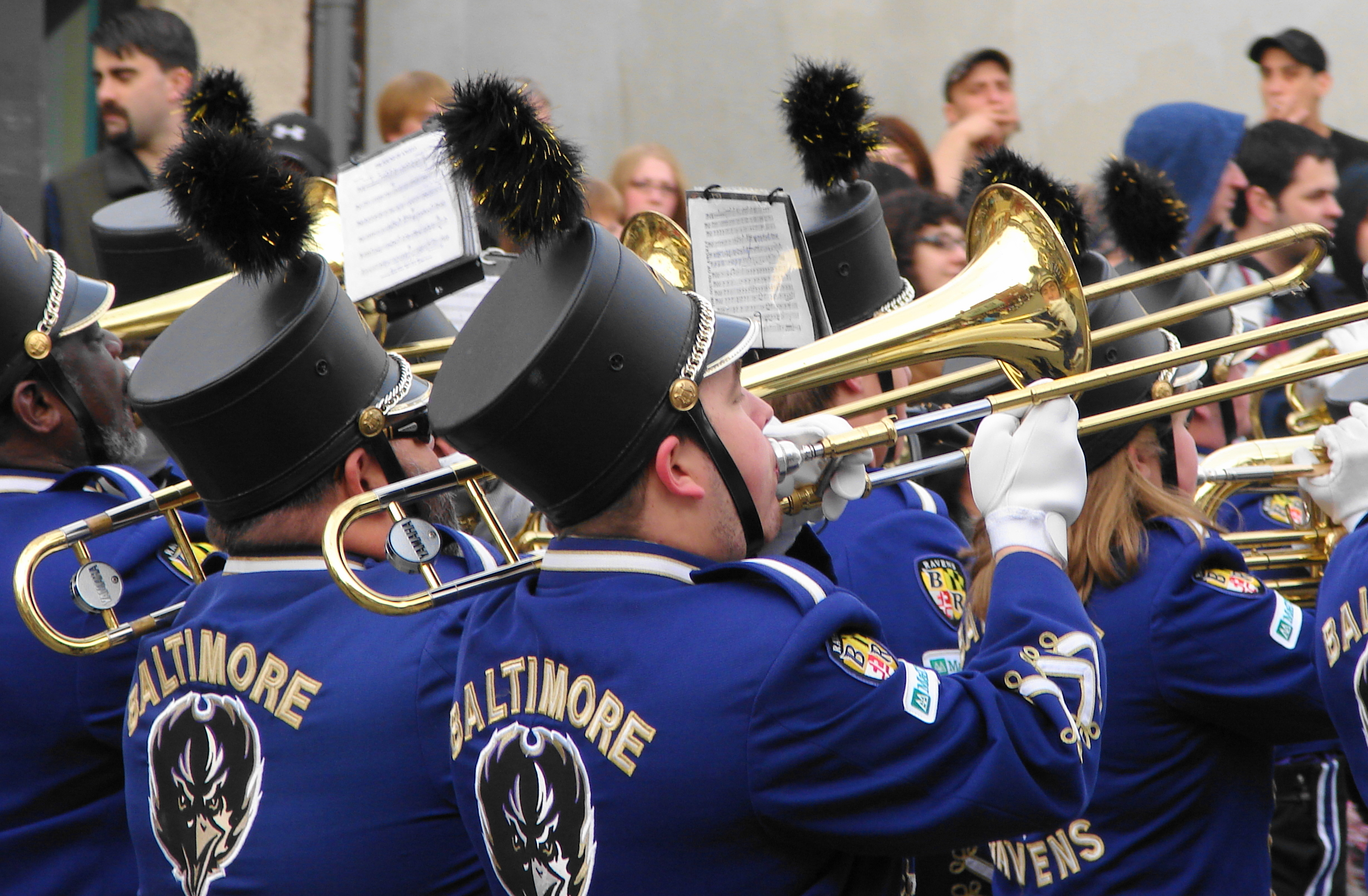
クリスマスパレードで演奏するボルチモアズ・マーチング・レイブンズ（2006年）

レイブンズには、ボルチモアズ・マーチング・レイブンズ（Baltimore's Marching Ravens）と呼ばれる公式のマーチングバンドが存在する。歴史はチームより古く、1947年9月7日に初代ボルチモア・コルツの公式マーチングバンド「ボルチモア・コルツ・マーチングバンド」として設立され、それ以来継続的に運営されている。1950年に初代コルツが解散した後も活動を続け、1953年の二代目ボルチモア・コルツ設立に際し、再びチーム公式マーチングバンドとして活動した。1984年の二代目コルツのインディアナポリス移転後は11年間チームなしで活動し、1996年のボルチモア・レイブンズ創設により、3回目のフランチャイズとして公式に活動を始めた。

### マスコット
メリーランド州に居を構えていた作家エドガー・アラン・ポーとその小説「ザ・レイヴン（邦題：大鴉）」、また三羽烏にもちなんだワタリガラスのエドガー（Edgar）、アラン（Allan）、ポー（Poe）がチーム創設時に誕生した。2008年終了時にエドガーとアランは引退し、2009年よりメリーランド動物園の本物のワタリガラスのライズ（Rise）とコンカー（Conquer）が加わった。

### チアリーディング
チームの公式チアリーディングとしてボルチモア・レイブンズ・チアリーダーズ（Baltimore Ravens Cheerleaders）が活動しており、女性のみならず男性メンバーも存在する。

## 2025年シーズン
|      | AFC            | AFC        | AFC            | AFC            | NFC          | NFC            | NFC          | NFC          |
| 前年 | 西地区         | 南地区     | 北地区         | 東地区         | 西地区       | 南地区         | 北地区       | 東地区       |
| ---- | -------------- | ---------- | -------------- | -------------- | ------------ | -------------- | ------------ | ------------ |
| 1位  | チーフス       | テキサンズ | レイブンズ     | ビルズ         | ラムズ       | バッカニアーズ | ライオンズ   | イーグルス   |
| 2位  | チャージャーズ | コルツ     | スティーラーズ | ドルフィンズ   | シーホークス | ファルコンズ   | バイキングス | コマンダース |
| 3位  | ブロンコス     | ジャガーズ | ベンガルズ     | ジェッツ       | カージナルス | パンサーズ     | パッカーズ   | カウボーイズ |
| 4位  | レイダース     | タイタンズ | ブラウンズ     | ペイトリオッツ | 49ers        | セインツ       | ベアーズ     | ジャイアンツ |

 ：1度対戦　 ：2度対戦
| 年   | 成績               | AFC  | 地区 | 勝 | 敗 | 分 | 率   | Div | Con  | 平均得点 | 平均失点 |
| ---- | ------------------ | ---- | ---- | -- | -- | -- | ---- | --- | ---- | -------- | -------- |
| 2025 |                    |      |      | 0  | 0  | 0  | –    | -   | -    |          |          |
| 2024 | ディビジョナル敗退 | 3位  | 優勝 | 12 | 5  | 0  | .706 | 4-2 | 8-4  | 30.5     | 18.6     |
| 2023 | AFC決勝敗退        | 1位  | 優勝 | 13 | 4  | 0  | .765 | 3–3 | 8–4  | 28.4     | 16.5     |
| 2022 | ワイルドカード敗退 | 6位  | 2位  | 10 | 7  | 0  | .588 | 3-3 | 6-6  | 20.6     | 18.5     |
| 2021 | レギュラー敗退     | 12位 | 4位  | 8  | 9  | 0  | .471 | 1-5 | 5-7  | 22.8     | 23.1     |
| 2020 | ディビジョナル敗退 | 5位  | 2位  | 11 | 5  | 0  | .688 | 4-2 | 7-5  | 29.3     | 18.9     |
| 2019 | ディビジョナル敗退 | 1位  | 優勝 | 14 | 2  | 0  | .875 | 5-1 | 10-2 | 33.2     | 17.6     |
| 2018 | ワイルドカード敗退 | 4位  | 優勝 | 10 | 6  | 0  | .625 | 3-3 | 8-4  | 24.3     | 17.9     |
| 2017 | レギュラー敗退     | 7位  | 2位  | 9  | 7  | 0  | .563 | 3-3 | 7-5  | 24.7     | 18.9     |
| 2016 | レギュラー敗退     | 9位  | 2位  | 8  | 8  | 0  | .500 | 4-2 | 7-5  | 21.4     | 20.1     |
| 2015 | レギュラー敗退     | 13位 | 3位  | 5  | 11 | 0  | .313 | 3-3 | 4-8  | 20.5     | 25.1     |
| 2014 | ディビジョナル敗退 | 6位  | 3位  | 10 | 6  | 0  | .625 | 3-3 | 6-6  | 25.6     | 18.9     |
| 2013 | レギュラー敗退     | 8位  | 3位  | 8  | 8  | 0  | .500 | 3-3 | 6-6  | 20.0     | 22.0     |
| 2012 | スーパーボウル制覇 | 4位  | 優勝 | 10 | 6  | 0  | .625 | 4-2 | 8-4  | 24.9     | 21.5     |
| 2011 | AFC決勝敗退        | 2位  | 優勝 | 12 | 4  | 0  | .750 | 6-0 | 9-3  | 23.6     | 16.6     |
| 2010 | ディビジョナル敗退 | 5位  | 2位  | 12 | 4  | 0  | .750 | 4-2 | 9-3  | 22.3     | 16.9     |
| 2009 | ディビジョナル敗退 | 6位  | 2位  | 9  | 7  | 0  | .563 | 3-3 | 7-5  | 24.4     | 16.3     |
| 2008 | AFC決勝敗退        | 6位  | 2位  | 11 | 5  | 0  | .688 | 4-2 | 8-4  | 24.1     | 15.3     |
| 2007 | レギュラー敗退     | 12位 | 4位  | 5  | 11 | 0  | .313 | 1-5 | 2-10 | 17.2     | 24.0     |
| 2006 | ディビジョナル敗退 | 2位  | 優勝 | 13 | 3  | 0  | .813 | 5-1 | 10-2 | 22.1     | 12.6     |
| 2005 | レギュラー敗退     | 10位 | 3位  | 6  | 10 | 0  | .375 | 2-4 | 4-8  | 16.6     | 18.7     |

### 2024年シーズン成績
| (3)ボルチモア・レイブンズ       | 12 | 5  | 0 | .706 | 4-2 | 8-4 | 518 | 316 | 30.5 | 18.6 | .529 | .525 |
| (6)ピッツバーグ・スティーラーズ | 10 | 7  | 0 | .588 | 3-3 | 7-5 | 380 | 347 | 22.4 | 20.4 | .502 | .453 |
| シンシナティ・ベンガルズ        | 9  | 8  | 0 | .529 | 3–3 | 6-6 | 472 | 434 | 27.8 | 25.5 | .478 | .314 |
| クリーブランド・ブラウンズ      | 3  | 14 | 0 | .176 | 2–4 | 3-9 | 258 | 435 | 15.2 | 25.6 | .536 | .510 |

| AFC 2024       | AFC 2024                           | AFC 2024 | AFC 2024 | AFC 2024 | AFC 2024 | AFC 2024 | AFC 2024 | AFC 2024 | AFC 2024 | AFC 2024 |
| 順 位          | チーム                             | 地 区    | 勝       | 敗       | 分       | 勝率     | DIV      | CON      | SOS      | SOV      |
| 地区優勝       | 地区優勝                           | 地区優勝 | 地区優勝 | 地区優勝 | 地区優勝 | 地区優勝 | 地区優勝 | 地区優勝 | 地区優勝 | 地区優勝 |
| -------------- | ---------------------------------- | -------- | -------- | -------- | -------- | -------- | -------- | -------- | -------- | -------- |
| 1              | カンザスシティ・チーフス           | 西       | 15       | 2        | 0        | .882     | 5-1      | 10-2     | .488     | .463     |
| 2              | バッファロー・ビルズ               | 東       | 13       | 4        | 0        | .765     | 5-1      | 9-3      | .467     | .448     |
| 3              | ボルチモア・レイブンズ             | 北       | 12       | 5        | 0        | .706     | 4-2      | 8-4      | .529     | .525     |
| 4              | ヒューストン・テキサンズ           | 南       | 10       | 7        | 0        | .588     | 5-1      | 8-4      | .481     | .376     |
| ワイルドカード |                                    |          |          |          |          |          |          |          |          |          |
| 5              | ロサンゼルス・チャージャーズ       | 西       | 11       | 6        | 0        | .647     | 4-2      | 8-4      | .467     | .348     |
| 6              | ピッツバーグ・スティーラーズ       | 北       | 10       | 7        | 0        | .588     | 3-3      | 7-5      | .502     | .453     |
| 7              | デンバー・ブロンコス               | 西       | 10       | 7        | 0        | .588     | 3-3      | 6-6      | .502     | .394     |
|                |                                    |          |          |          |          |          |          |          |          |          |
| 8              | シンシナティ・ベンガルズ           | 北       | 9        | 8        | 0        | .529     | 3–3      | 6-6      | .478     | .314     |
| 9              | マイアミ・ドルフィンズ             | 東       | 8        | 9        | 0        | .471     | 3-3      | 6-6      | .419     | .294     |
| 10             | インディアナポリス・コルツ         | 南       | 8        | 9        | 0        | .471     | 3-3      | 7-5      | .457     | .309     |
| 11             | ニューヨーク・ジェッツ             | 東       | 5        | 12       | 0        | .294     | 2-4      | 5-7      | .495     | .341     |
| 12             | ジャクソンビル・ジャガーズ         | 南       | 4        | 13       | 0        | .235     | 3-3      | 4-8      | .478     | .265     |
| 13             | ニューイングランド・ペイトリオッツ | 東       | 4        | 13       | 0        | .235     | 2-4      | 3-9      | .471     | .471     |
| 14             | ラスベガス・レイダース             | 西       | 4        | 13       | 0        | .235     | 0-6      | 3-9      | .540     | .353     |
| 15             | クリーブランド・ブラウンズ         | 北       | 3        | 14       | 0        | .176     | 2–4      | 3-9      | .536     | .510     |
| 16             | テネシー・タイタンズ               | 南       | 3        | 14       | 0        | .176     | 1-5      | 3-9      | .522     | .431     |
| タイブレーク   |                                    |          |          |          |          |          |          |          |          |          |
| 1. 2. 3. 4. 5. |                                    |          |          |          |          |          |          |          |          |          |

|  |                                                      |                                                      |                                                      |                                                |                                  |                                  |                                  |                                |          |    |                                  |                                  |                                  |  |  |                                   |                                   |                                   |
|  | ワイルドカード・プレーオフ                           | ワイルドカード・プレーオフ                           | ワイルドカード・プレーオフ                           |                                                |                                  | ディビジョナル・プレーオフ       | ディビジョナル・プレーオフ       | ディビジョナル・プレーオフ     |          |    |                                  |                                  |                                  |  |  |                                   |                                   |                                   |
|  | 2025年1月11日 M&Tバンク・スタジアム                  | 2025年1月11日 M&Tバンク・スタジアム                  | 2025年1月11日 M&Tバンク・スタジアム                  |                                                |                                  | 1月19日 ハイマーク・スタジアム   | 1月19日 ハイマーク・スタジアム   | 1月19日 ハイマーク・スタジアム |          |    | 1月26日 アローヘッド・スタジアム | 1月26日 アローヘッド・スタジアム | 1月26日 アローヘッド・スタジアム |  |  | 2月9日 シーザーズ・スーパードーム | 2月9日 シーザーズ・スーパードーム | 2月9日 シーザーズ・スーパードーム |
|  | 6                                                    | スティーラーズ                                       | 14                                                   |                                                |                                  | 1月19日 ハイマーク・スタジアム   | 1月19日 ハイマーク・スタジアム   | 1月19日 ハイマーク・スタジアム |          |    | 1月26日 アローヘッド・スタジアム | 1月26日 アローヘッド・スタジアム | 1月26日 アローヘッド・スタジアム |  |  | 2月9日 シーザーズ・スーパードーム | 2月9日 シーザーズ・スーパードーム | 2月9日 シーザーズ・スーパードーム |
|  | 6                                                    | スティーラーズ                                       | 14                                                   |                                                |                                  | 1月19日 ハイマーク・スタジアム   | 1月19日 ハイマーク・スタジアム   | 1月19日 ハイマーク・スタジアム |          |    | 1月26日 アローヘッド・スタジアム | 1月26日 アローヘッド・スタジアム | 1月26日 アローヘッド・スタジアム |  |  | 2月9日 シーザーズ・スーパードーム | 2月9日 シーザーズ・スーパードーム | 2月9日 シーザーズ・スーパードーム |
|  | 3                                                    | レイブンズ                                           | 28                                                   |                                                |                                  | 1月19日 ハイマーク・スタジアム   | 1月19日 ハイマーク・スタジアム   | 1月19日 ハイマーク・スタジアム |          |    | 1月26日 アローヘッド・スタジアム | 1月26日 アローヘッド・スタジアム | 1月26日 アローヘッド・スタジアム |  |  | 2月9日 シーザーズ・スーパードーム | 2月9日 シーザーズ・スーパードーム | 2月9日 シーザーズ・スーパードーム |
|  | 3                                                    | レイブンズ                                           | 28                                                   |                                                |                                  | 1月19日 ハイマーク・スタジアム   | 1月19日 ハイマーク・スタジアム   | 1月19日 ハイマーク・スタジアム |          |    | 1月26日 アローヘッド・スタジアム | 1月26日 アローヘッド・スタジアム | 1月26日 アローヘッド・スタジアム |  |  | 2月9日 シーザーズ・スーパードーム | 2月9日 シーザーズ・スーパードーム | 2月9日 シーザーズ・スーパードーム |
|  | 2025年1月12日 ハイマーク・スタジアム                 | 2025年1月12日 ハイマーク・スタジアム                 | 2025年1月12日 ハイマーク・スタジアム                 | 3                                              | レイブンズ                       | 25                               |                                  |                                |          |    | 1月26日 アローヘッド・スタジアム | 1月26日 アローヘッド・スタジアム | 1月26日 アローヘッド・スタジアム |  |  | 2月9日 シーザーズ・スーパードーム | 2月9日 シーザーズ・スーパードーム | 2月9日 シーザーズ・スーパードーム |
|  | 2025年1月12日 ハイマーク・スタジアム                 | 2025年1月12日 ハイマーク・スタジアム                 | 2025年1月12日 ハイマーク・スタジアム                 | 3                                              | レイブンズ                       | 25                               |                                  |                                |          |    | 1月26日 アローヘッド・スタジアム | 1月26日 アローヘッド・スタジアム | 1月26日 アローヘッド・スタジアム |  |  | 2月9日 シーザーズ・スーパードーム | 2月9日 シーザーズ・スーパードーム | 2月9日 シーザーズ・スーパードーム |
|  | 2025年1月12日 ハイマーク・スタジアム                 | 2025年1月12日 ハイマーク・スタジアム                 | 2025年1月12日 ハイマーク・スタジアム                 |                                                | 2                                | ビルズ                           | 27                               |                                |          |    | 1月26日 アローヘッド・スタジアム | 1月26日 アローヘッド・スタジアム | 1月26日 アローヘッド・スタジアム |  |  | 2月9日 シーザーズ・スーパードーム | 2月9日 シーザーズ・スーパードーム | 2月9日 シーザーズ・スーパードーム |
|  | 2025年1月12日 ハイマーク・スタジアム                 | 2025年1月12日 ハイマーク・スタジアム                 | 2025年1月12日 ハイマーク・スタジアム                 |                                                | 2                                | ビルズ                           | 27                               |                                |          |    | 1月26日 アローヘッド・スタジアム | 1月26日 アローヘッド・スタジアム | 1月26日 アローヘッド・スタジアム |  |  | 2月9日 シーザーズ・スーパードーム | 2月9日 シーザーズ・スーパードーム | 2月9日 シーザーズ・スーパードーム |
|  | 7                                                    | ブロンコス                                           | 7                                                    | AFC                                            | AFC                              | AFC                              |                                  |                                |          |    | 1月26日 アローヘッド・スタジアム | 1月26日 アローヘッド・スタジアム | 1月26日 アローヘッド・スタジアム |  |  | 2月9日 シーザーズ・スーパードーム | 2月9日 シーザーズ・スーパードーム | 2月9日 シーザーズ・スーパードーム |
|  | 7                                                    | ブロンコス                                           | 7                                                    | AFC                                            | AFC                              | AFC                              |                                  |                                |          |    | 1月26日 アローヘッド・スタジアム | 1月26日 アローヘッド・スタジアム | 1月26日 アローヘッド・スタジアム |  |  | 2月9日 シーザーズ・スーパードーム | 2月9日 シーザーズ・スーパードーム | 2月9日 シーザーズ・スーパードーム |
|  | 2                                                    | ビルズ                                               | 31                                                   |                                                | 1月18日 アローヘッド・スタジアム | 1月18日 アローヘッド・スタジアム | 1月18日 アローヘッド・スタジアム |                                |          |    | 1月26日 アローヘッド・スタジアム | 1月26日 アローヘッド・スタジアム | 1月26日 アローヘッド・スタジアム |  |  | 2月9日 シーザーズ・スーパードーム | 2月9日 シーザーズ・スーパードーム | 2月9日 シーザーズ・スーパードーム |
|  | 2                                                    | ビルズ                                               | 31                                                   |                                                | 1月18日 アローヘッド・スタジアム | 1月18日 アローヘッド・スタジアム | 1月18日 アローヘッド・スタジアム |                                |          |    | 1月26日 アローヘッド・スタジアム | 1月26日 アローヘッド・スタジアム | 1月26日 アローヘッド・スタジアム |  |  | 2月9日 シーザーズ・スーパードーム | 2月9日 シーザーズ・スーパードーム | 2月9日 シーザーズ・スーパードーム |
|  | 2025年1月11日 NRGスタジアム                          | 2025年1月11日 NRGスタジアム                          | 2025年1月11日 NRGスタジアム                          | 2                                              | 1月18日 アローヘッド・スタジアム | 1月18日 アローヘッド・スタジアム | 1月18日 アローヘッド・スタジアム | ビルズ                         | 29       |    |                                  |                                  |                                  |  |  | 2月9日 シーザーズ・スーパードーム | 2月9日 シーザーズ・スーパードーム | 2月9日 シーザーズ・スーパードーム |
|  | 2025年1月11日 NRGスタジアム                          | 2025年1月11日 NRGスタジアム                          | 2025年1月11日 NRGスタジアム                          | 2                                              | 1月18日 アローヘッド・スタジアム | 1月18日 アローヘッド・スタジアム | 1月18日 アローヘッド・スタジアム | ビルズ                         | 29       |    |                                  |                                  |                                  |  |  | 2月9日 シーザーズ・スーパードーム | 2月9日 シーザーズ・スーパードーム | 2月9日 シーザーズ・スーパードーム |
|  | 2025年1月11日 NRGスタジアム                          | 2025年1月11日 NRGスタジアム                          | 2025年1月11日 NRGスタジアム                          |                                                | 1月18日 アローヘッド・スタジアム | 1月18日 アローヘッド・スタジアム | 1月18日 アローヘッド・スタジアム | 1                              | チーフス | 32 |                                  |                                  |                                  |  |  | 2月9日 シーザーズ・スーパードーム | 2月9日 シーザーズ・スーパードーム | 2月9日 シーザーズ・スーパードーム |
|  | 2025年1月11日 NRGスタジアム                          | 2025年1月11日 NRGスタジアム                          | 2025年1月11日 NRGスタジアム                          |                                                | 1月18日 アローヘッド・スタジアム | 1月18日 アローヘッド・スタジアム | 1月18日 アローヘッド・スタジアム | 1                              | チーフス | 32 |                                  |                                  |                                  |  |  | 2月9日 シーザーズ・スーパードーム | 2月9日 シーザーズ・スーパードーム | 2月9日 シーザーズ・スーパードーム |
|  | 2025年1月11日 NRGスタジアム                          | 2025年1月11日 NRGスタジアム                          | 2025年1月11日 NRGスタジアム                          | AFCチャンピオンシップ                          | 1月18日 アローヘッド・スタジアム | 1月18日 アローヘッド・スタジアム | 1月18日 アローヘッド・スタジアム |                                |          |    |                                  |                                  |                                  |  |  | 2月9日 シーザーズ・スーパードーム | 2月9日 シーザーズ・スーパードーム | 2月9日 シーザーズ・スーパードーム |
|  | 2025年1月11日 NRGスタジアム                          | 2025年1月11日 NRGスタジアム                          | 2025年1月11日 NRGスタジアム                          |                                                | 1月18日 アローヘッド・スタジアム | 1月18日 アローヘッド・スタジアム | 1月18日 アローヘッド・スタジアム |                                |          |    |                                  |                                  |                                  |  |  | 2月9日 シーザーズ・スーパードーム | 2月9日 シーザーズ・スーパードーム | 2月9日 シーザーズ・スーパードーム |
|  | 2025年1月11日 NRGスタジアム                          | 2025年1月11日 NRGスタジアム                          | 2025年1月11日 NRGスタジアム                          | 1月26日 リンカーン・フィナンシャル・フィールド | 1月18日 アローヘッド・スタジアム | 1月18日 アローヘッド・スタジアム | 1月18日 アローヘッド・スタジアム |                                |          |    |                                  |                                  |                                  |  |  | 2月9日 シーザーズ・スーパードーム | 2月9日 シーザーズ・スーパードーム | 2月9日 シーザーズ・スーパードーム |
|  | 5                                                    | チャージャーズ                                       | 12                                                   |                                                | 1月18日 アローヘッド・スタジアム | 1月18日 アローヘッド・スタジアム | 1月18日 アローヘッド・スタジアム |                                |          |    |                                  |                                  |                                  |  |  | 2月9日 シーザーズ・スーパードーム | 2月9日 シーザーズ・スーパードーム | 2月9日 シーザーズ・スーパードーム |
|  | 5                                                    | チャージャーズ                                       | 12                                                   | 4                                              | テキサンズ                       | 14                               |                                  |                                |          |    |                                  |                                  |                                  |  |  | 2月9日 シーザーズ・スーパードーム | 2月9日 シーザーズ・スーパードーム | 2月9日 シーザーズ・スーパードーム |
|  | 4                                                    | テキサンズ                                           | 32                                                   | 4                                              | テキサンズ                       | 14                               |                                  |                                |          |    |                                  |                                  |                                  |  |  | 2月9日 シーザーズ・スーパードーム | 2月9日 シーザーズ・スーパードーム | 2月9日 シーザーズ・スーパードーム |
|  | 4                                                    | テキサンズ                                           | 32                                                   | 1                                              | チーフス                         | 23                               |                                  |                                |          |    |                                  |                                  |                                  |  |  | 2月9日 シーザーズ・スーパードーム | 2月9日 シーザーズ・スーパードーム | 2月9日 シーザーズ・スーパードーム |
|  | 2025年1月12日 レイモンド・ジェームス・スタジアム     |                                                      |                                                      | 1                                              | チーフス                         | 23                               |                                  |                                |          |    |                                  |                                  |                                  |  |  | 2月9日 シーザーズ・スーパードーム | 2月9日 シーザーズ・スーパードーム | 2月9日 シーザーズ・スーパードーム |
|  | 1月18日 フォード・フィールド                         |                                                      |                                                      |                                                |                                  |                                  |                                  |                                |          |    |                                  |                                  |                                  |  |  | 2月9日 シーザーズ・スーパードーム | 2月9日 シーザーズ・スーパードーム | 2月9日 シーザーズ・スーパードーム |
|  |                                                      |                                                      |                                                      |                                                |                                  |                                  |                                  |                                |          |    |                                  |                                  |                                  |  |  | 2月9日 シーザーズ・スーパードーム | 2月9日 シーザーズ・スーパードーム | 2月9日 シーザーズ・スーパードーム |
|  |                                                      |                                                      |                                                      |                                                |                                  |                                  |                                  |                                |          |    |                                  |                                  |                                  |  |  | 2月9日 シーザーズ・スーパードーム | 2月9日 シーザーズ・スーパードーム | 2月9日 シーザーズ・スーパードーム |
|  |                                                      |                                                      |                                                      |                                                |                                  |                                  |                                  |                                |          |    |                                  |                                  |                                  |  |  | 2月9日 シーザーズ・スーパードーム | 2月9日 シーザーズ・スーパードーム | 2月9日 シーザーズ・スーパードーム |
|  | A1                                                   | チーフス                                             | 22                                                   |                                                |                                  |                                  |                                  |                                |          |    |                                  |                                  |                                  |  |  |                                   |                                   |                                   |
|  | A1                                                   | チーフス                                             | 22                                                   |                                                |                                  |                                  |                                  |                                |          |    |                                  |                                  |                                  |  |  |                                   |                                   |                                   |
|  |                                                      | N2                                                   | イーグルス                                           | 40                                             |                                  |                                  |                                  |                                |          |    |                                  |                                  |                                  |  |  |                                   |                                   |                                   |
|  |                                                      | N2                                                   | イーグルス                                           | 40                                             |                                  |                                  |                                  |                                |          |    |                                  |                                  |                                  |  |  |                                   |                                   |                                   |
|  | 第59回スーパーボウル                                 |                                                      |                                                      |                                                |                                  |                                  |                                  |                                |          |    |                                  |                                  |                                  |  |  |                                   |                                   |                                   |
|  |                                                      |                                                      |                                                      |                                                |                                  |                                  |                                  |                                |          |    |                                  |                                  |                                  |  |  |                                   |                                   |                                   |
|  |                                                      |                                                      |                                                      |                                                |                                  |                                  |                                  |                                |          |    |                                  |                                  |                                  |  |  |                                   |                                   |                                   |
|  | 6                                                    | コマンダース                                         | 23                                                   |                                                |                                  |                                  |                                  |                                |          |    |                                  |                                  |                                  |  |  |                                   |                                   |                                   |
|  | 6                                                    | コマンダース                                         | 23                                                   | 6                                              | コマンダース                     | 45                               |                                  |                                |          |    |                                  |                                  |                                  |  |  |                                   |                                   |                                   |
|  | 3                                                    | バッカニアーズ                                       | 20                                                   | 6                                              | コマンダース                     | 45                               |                                  |                                |          |    |                                  |                                  |                                  |  |  |                                   |                                   |                                   |
|  | 3                                                    | バッカニアーズ                                       | 20                                                   | 1                                              | ライオンズ                       | 31                               |                                  |                                |          |    |                                  |                                  |                                  |  |  |                                   |                                   |                                   |
|  | 2025年1月13日 ステートファーム・スタジアム           |                                                      |                                                      | 1                                              | ライオンズ                       | 31                               |                                  |                                |          |    |                                  |                                  |                                  |  |  |                                   |                                   |                                   |
|  | NFC                                                  |                                                      |                                                      |                                                |                                  |                                  |                                  |                                |          |    |                                  |                                  |                                  |  |  |                                   |                                   |                                   |
|  |                                                      |                                                      |                                                      |                                                |                                  |                                  |                                  |                                |          |    |                                  |                                  |                                  |  |  |                                   |                                   |                                   |
|  | 1月19日 リンカーン・フィナンシャル・フィールド       |                                                      |                                                      |                                                |                                  |                                  |                                  |                                |          |    |                                  |                                  |                                  |  |  |                                   |                                   |                                   |
|  |                                                      |                                                      |                                                      |                                                |                                  |                                  |                                  |                                |          |    |                                  |                                  |                                  |  |  |                                   |                                   |                                   |
|  | 6                                                    | コマンダース                                         | 23                                                   |                                                |                                  |                                  |                                  |                                |          |    |                                  |                                  |                                  |  |  |                                   |                                   |                                   |
|  | 6                                                    | コマンダース                                         | 23                                                   |                                                |                                  |                                  |                                  |                                |          |    |                                  |                                  |                                  |  |  |                                   |                                   |                                   |
|  |                                                      | 2                                                    | イーグルス                                           | 55                                             |                                  |                                  |                                  |                                |          |    |                                  |                                  |                                  |  |  |                                   |                                   |                                   |
|  |                                                      | 2                                                    | イーグルス                                           | 55                                             |                                  |                                  |                                  |                                |          |    |                                  |                                  |                                  |  |  |                                   |                                   |                                   |
|  | 5                                                    | バイキングス                                         | 9                                                    | NFCチャンピオンシップ                          | NFCチャンピオンシップ            | NFCチャンピオンシップ            |                                  |                                |          |    |                                  |                                  |                                  |  |  |                                   |                                   |                                   |
|  | 5                                                    | バイキングス                                         | 9                                                    | NFCチャンピオンシップ                          | NFCチャンピオンシップ            | NFCチャンピオンシップ            |                                  |                                |          |    |                                  |                                  |                                  |  |  |                                   |                                   |                                   |
|  | 4                                                    | ラムズ                                               | 27                                                   |                                                |                                  |                                  |                                  |                                |          |    |                                  |                                  |                                  |  |  |                                   |                                   |                                   |
|  | 4                                                    | ラムズ                                               | 27                                                   |                                                |                                  |                                  |                                  |                                |          |    |                                  |                                  |                                  |  |  |                                   |                                   |                                   |
|  | 2025年1月12日 リンカーン・フィナンシャル・フィールド | 2025年1月12日 リンカーン・フィナンシャル・フィールド | 2025年1月12日 リンカーン・フィナンシャル・フィールド | 4                                              | ラムズ                           | 22                               |                                  |                                |          |    |                                  |                                  |                                  |  |  |                                   |                                   |                                   |
|  | 2025年1月12日 リンカーン・フィナンシャル・フィールド | 2025年1月12日 リンカーン・フィナンシャル・フィールド | 2025年1月12日 リンカーン・フィナンシャル・フィールド | 4                                              | ラムズ                           | 22                               |                                  |                                |          |    |                                  |                                  |                                  |  |  |                                   |                                   |                                   |
|  | 2025年1月12日 リンカーン・フィナンシャル・フィールド | 2025年1月12日 リンカーン・フィナンシャル・フィールド | 2025年1月12日 リンカーン・フィナンシャル・フィールド |                                                | 2                                | イーグルス                       | 28                               |                                |          |    |                                  |                                  |                                  |  |  |                                   |                                   |                                   |
|  | 2025年1月12日 リンカーン・フィナンシャル・フィールド | 2025年1月12日 リンカーン・フィナンシャル・フィールド | 2025年1月12日 リンカーン・フィナンシャル・フィールド |                                                | 2                                | イーグルス                       | 28                               |                                |          |    |                                  |                                  |                                  |  |  |                                   |                                   |                                   |
|  | 7                                                    | パッカーズ                                           | 10                                                   |                                                |                                  |                                  |                                  |                                |          |    |                                  |                                  |                                  |  |  |                                   |                                   |                                   |
|  | 7                                                    | パッカーズ                                           | 10                                                   |                                                |                                  |                                  |                                  |                                |          |    |                                  |                                  |                                  |  |  |                                   |                                   |                                   |
|  | 2                                                    | イーグルス                                           | 22                                                   |                                                |                                  |                                  |                                  |                                |          |    |                                  |                                  |                                  |  |  |                                   |                                   |                                   |
|  | 2                                                    | イーグルス                                           | 22                                                   |                                                |                                  |                                  |                                  |                                |          |    |                                  |                                  |                                  |  |  |                                   |                                   |                                   |

## 成績

### AFC北地区（2002年-現在）
- BAL：ボルチモア・レイブンズ、CIN：シンシナティ・ベンガルズ、CLE：クリーブランド・ブラウンズ、PIT：ピッツバーグ・スティーラーズ
- 数字：シード順
- v：スーパーボウル優勝
- s：スーパーボウル敗退
- c：カンファレンス決勝敗退
- d：ディビジョナルプレーオフ敗退
- w：ワイルドカードプレーオフ敗退
- 年表示の背景色が変わっている年はチームがスーパーボウルを制覇した年

| 年   | 地区優勝 | 地区優勝 | 地区優勝 | 地区優勝 | 2位     | 2位 | 2位 | 2位 | 3位     | 3位 | 3位 | 3位 | 4位    | 4位 | 4位 | 4位 |
| 年   | チーム   | 勝       | 負       | 分       | チーム  | 勝  | 負  | 分  | チーム  | 勝  | 負  | 分  | チーム | 勝  | 負  | 分  |
| ---- | -------- | -------- | -------- | -------- | ------- | --- | --- | --- | ------- | --- | --- | --- | ------ | --- | --- | --- |
| 2024 | BAL(3d)  | 12       | 5        | 0        | PIT(6w) | 10  | 7   | 0   | CIN     | 9   | 8   | 0   | CLE    | 3   | 14  | 0   |
| 2023 | BAL(1c)  | 13       | 4        | 0        | CLE(5w) | 11  | 6   | 0   | PIT(7w) | 10  | 7   | 0   | CIN    | 9   | 8   | 0   |
| 2022 | CIN(3c)  | 12       | 4        | 0        | BAL(6w) | 10  | 7   | 0   | PIT     | 9   | 8   | 0   | CLE    | 7   | 10  | 0   |
| 2021 | CIN(4s)  | 10       | 7        | 0        | PIT(7w) | 9   | 7   | 1   | CLE     | 8   | 9   | 0   | BAL    | 8   | 9   | 0   |
| 2020 | PIT(3w)  | 12       | 4        | 0        | BAL(5d) | 11  | 5   | 0   | CLE(6d) | 11  | 5   | 0   | CIN    | 4   | 11  | 1   |
| 2019 | BAL(1d)  | 14       | 2        | 0        | PIT     | 8   | 8   | 0   | CLE     | 6   | 10  | 0   | CIN    | 2   | 14  | 0   |
| 2018 | BAL(4w)  | 10       | 6        | 0        | PIT     | 9   | 6   | 1   | CLE     | 7   | 8   | 1   | CIN    | 6   | 10  | 0   |
| 2017 | PIT(2d)  | 13       | 3        | 0        | BAL     | 9   | 7   | 0   | CIN     | 7   | 9   | 0   | CLE    | 0   | 16  | 0   |
| 2016 | PIT(3c)  | 11       | 5        | 0        | BAL     | 8   | 8   | 0   | CIN     | 6   | 9   | 1   | CLE    | 1   | 15  | 0   |
| 2015 | CIN(3w)  | 12       | 4        | 0        | PIT(6d) | 10  | 6   | 0   | BAL     | 5   | 11  | 0   | CLE    | 3   | 13  | 0   |
| 2014 | PIT(3w)  | 11       | 5        | 0        | CIN(5w) | 10  | 5   | 1   | BAL(6d) | 10  | 6   | 0   | CLE    | 7   | 9   | 0   |
| 2013 | CIN(3w)  | 11       | 5        | 0        | PIT     | 8   | 8   | 0   | BAL     | 8   | 8   | 0   | CLE    | 4   | 12  | 0   |
| 2012 | BAL(4v)  | 10       | 6        | 0        | CIN(6w) | 10  | 6   | 0   | PIT     | 8   | 8   | 0   | CLE    | 5   | 11  | 0   |
| 2011 | BAL(2c)  | 12       | 4        | 0        | PIT(5w) | 12  | 4   | 0   | CIN(6w) | 9   | 7   | 0   | CLE    | 4   | 12  | 0   |
| 2010 | PIT(2s)  | 12       | 4        | 0        | BAL(5d) | 12  | 4   | 0   | CLE     | 5   | 11  | 0   | CIN    | 4   | 12  | 0   |
| 2009 | CIN(4w)  | 10       | 6        | 0        | BAL(6d) | 9   | 7   | 0   | PIT     | 9   | 7   | 0   | CLE    | 5   | 11  | 0   |
| 2008 | PIT(2v)  | 12       | 4        | 0        | BAL(6c) | 11  | 5   | 0   | CIN     | 4   | 11  | 1   | CLE    | 4   | 12  | 0   |
| 2007 | PIT(4w)  | 10       | 6        | 0        | CLE     | 10  | 6   | 0   | CIN     | 7   | 9   | 0   | BAL    | 5   | 11  | 0   |
| 2006 | BAL(2d)  | 13       | 3        | 0        | CIN     | 8   | 8   | 0   | PIT     | 8   | 8   | 0   | CLE    | 4   | 12  | 0   |
| 2005 | CIN(3w)  | 11       | 5        | 0        | PIT(6v) | 11  | 5   | 0   | BAL     | 6   | 10  | 0   | CLE    | 6   | 10  | 0   |
| 2004 | PIT(1c)  | 15       | 1        | 0        | BAL     | 9   | 7   | 0   | CIN     | 8   | 8   | 0   | CLE    | 4   | 12  | 0   |
| 2003 | BAL(4w)  | 10       | 6        | 0        | CIN     | 8   | 8   | 0   | PIT     | 6   | 10  | 0   | CLE    | 5   | 11  | 0   |
| 2002 | PIT(3d)  | 10       | 5        | 1        | CLE(6w) | 9   | 7   | 0   | BAL     | 7   | 9   | 0   | CIN    | 2   | 14  | 0   |

### AFC中地区（1996年-2001年）
- BAL:ボルチモア・レイブンズ、CIN:シンシナティ・ベンガルズ、CLE:クリーブランド・ブラウンズ、PIT:ピッツバーグ・スティーラーズ、HOU→TEN：ヒューストン・オイラーズ→テネシー・オイラーズ→テネシー・タイタンズ、JAX：ジャクソンビル・ジャガーズ
- 括弧内の数字はプレイオフ出場時のシード順（シード制導入前は表記なし）、文字はv：スーパーボウル優勝、s：スーパーボウル敗退・カンファレンス優勝、c：カンファレンス決勝敗退、d：ディビジョナルプレーオフ敗退、w：ワイルドカードプレイオフ敗退。

| 年度 | 地区優勝 | 地区優勝 | 地区優勝 | 地区優勝 | 2位     | 2位 | 2位 | 2位 | 3位    | 3位 | 3位 | 3位 | 4位    | 4位 | 4位 | 4位 | 5位    | 5位 | 5位 | 5位 | 6位    | 6位 | 6位 | 6位 |
| 年度 | チーム   | 勝       | 負       | 分       | チーム  | 勝  | 負  | 分  | チーム | 勝  | 負  | 分  | チーム | 勝  | 負  | 分  | チーム | 勝  | 負  | 分  | チーム | 勝  | 負  | 分  |
| ---- | -------- | -------- | -------- | -------- | ------- | --- | --- | --- | ------ | --- | --- | --- | ------ | --- | --- | --- | ------ | --- | --- | --- | ------ | --- | --- | --- |
| 2001 | PIT(1c)  | 13       | 3        | 0        | BAL(5d) | 10  | 6   | 0   | CLE    | 7   | 9   | 0   | TEN    | 7   | 9   | 0   | JAX    | 6   | 10  | 0   | CIN    | 6   | 10  | 0   |
| 2000 | TEN(1d)  | 13       | 3        | 0        | BAL(4v) | 12  | 4   | 0   | PIT    | 9   | 7   | 0   | JAX    | 7   | 9   | 0   | CIN    | 4   | 12  | 0   | CLE    | 3   | 13  | 0   |
| 1999 | JAX(1c)  | 14       | 2        | 0        | TEN(4s) | 13  | 3   | 0   | BAL    | 8   | 8   | 0   | PIT    | 6   | 10  | 0   | CIN    | 4   | 12  | 0   | CLE    | 2   | 14  | 0   |
| 1998 | JAX(3d)  | 11       | 5        | 0        | TEN     | 8   | 8   | 0   | PIT    | 7   | 9   | 0   | BAL    | 6   | 10  | 0   | CIN    | 3   | 13  | 0   |        |     |     |     |
| 1997 | PIT(2c)  | 11       | 5        | 0        | JAX(5w) | 11  | 5   | 0   | TEN    | 8   | 8   | 0   | CIN    | 7   | 9   | 0   | BAL    | 6   | 9   | 1   |        |     |     |     |
| 1996 | PIT(3d)  | 10       | 6        | 0        | JAX(5c) | 9   | 7   | 0   | CIN    | 8   | 8   | 0   | HOU    | 8   | 8   | 0   | BAL    | 4   | 12  | 0   |        |     |     |     |

### プレイオフ
- 2000
  - ワイルドカードプレイオフ勝利 21-3 ブロンコス
  - ディビジョナルプレイオフ勝利 24-10 タイタンズ
  - カンファレンスチャンピオンシップ勝利 16-3 レイダース
  -  第35回スーパーボウル優勝  34-7 ジャイアンツ
- 2001
  - ワイルドカードプレイオフ勝利 20-3 ドルフィンズ
  - ディビジョナルプレイオフ敗退 10-27 スティーラーズ
- 2003
  - ワイルドカードプレイオフ敗退 17-20 タイタンズ
- 2006
  - ディビジョナルプレイオフ敗退 6-15 コルツ
- 2008
  - ワイルドカードプレイオフ勝利 27-9 ドルフィンズ
  - ディビジョナルプレイオフ勝利 13-10 テネシー・タイタンズ
  - カンファレンスチャンピオンシップ敗退 14-23 スティーラーズ
- 2009
  - ワイルドカードプレイオフ勝利 33-14 ニューイングランド・ペイトリオッツ
  - ディビジョナルプレイオフ敗退 3-20 インディアナポリス・コルツ
- 2010
  - ワイルドカードプレイオフ勝利 30-7 カンザスシティ・チーフス
  - ディビジョナルプレイオフ敗退 24-31 ピッツバーグ・スティーラーズ
- 2011
  - ディビジョナルプレイオフ勝利 20-13 ヒューストン・テキサンズ
  - カンファレンスチャンピオンシップ敗退 20-23 ニューイングランド・ペイトリオッツ
- 2012
  - ワイルドカードプレイオフ勝利 24-9 インディアナポリス・コルツ
  - ディビジョナルプレイオフ勝利 38-35 デンバー・ブロンコス
  - カンファレンスチャンピオンシップ勝利 28-13 ニューイングランド・ペイトリオッツ
  - 第47回スーパーボウル優勝 34-31 サンフランシスコ・フォーティナイナーズ
- 2014
  - ワイルドカードプレイオフ勝利 30-17 ピッツバーグ・スティーラーズ
  - ディビジョナルプレイオフ敗退 31-35  ニューイングランド・ペイトリオッツ
- 2018
  - ワイルドカードプレイオフ敗退 17-23 ロサンゼルス・チャージャーズ
- 2019
  - ディビジョナルプレイオフ敗退 12-28  テネシー・タイタンズ
- 2020
  - ディビジョナルプレイオフ敗退 3-17 バッファロー・ビルズ
- 2023
  - カンファレンスチャンピオンシップ敗退 10-17 カンザスシティ・チーフス

## 主な選手

### 永久欠番
| ボルチモア・レイブンズ 永久欠番一覧 |      |      |            |          |
| 背番号                              | 選手 | 選手 | ポジション | 在籍期間 |
| なし                                |      |      |            |          |

永久欠番にはなっていないものの以下の番号は選手の栄誉を讃え、現在使用されていない。
- 19 ジョニー・ユナイタス[注 3]（Johnny Unitas）, QB
- 20 エド・リード（Ed Reed）, S
- 52 レイ・ルイス（Ray Lewis）, LB
- 75 ジョナサン・オグデン（Jonathan Ogden）, OT

### プロフットボール殿堂入り
| プロフットボール殿堂入りメンバー一覧 |                        |                 |            |           |        |
| 選手                                 |                        |                 |            |           |        |
| 背番号                               | 名前                   | 名前            | ポジション | 在籍期間  | 選出年 |
| 26                                   | ロッド・ウッドソン     | Rod Woodson     | S          | 1998–2001 | 2009   |
| 82                                   | シャノン・シャープ     | Shannon Sharpe  | TE         | 2000–2001 | 2011   |
| 37                                   | ディオン・サンダース   | Deion Sanders   | CB         | 2004–2005 | 2011   |
| 75                                   | ジョナサン・オグデン   | Jonathan Ogden  | OT         | 1996–2007 | 2013   |
| 52                                   | レイ・ルイス           | Ray Lewis       | LB         | 1996–2012 | 2018   |
| 20                                   | エド・リード           | Ed Reed         | S          | 2002–2012 | 2019   |
| コーチ・エグゼクティブ               |                        |                 |            |           |        |
| 名前                                 | 名前                   | 名前            | 役職       | 在籍期間  | 選出年 |
| マイク・シングレタリー               | マイク・シングレタリー | Mike Singletary | LBコーチ   | 2003–2004 | 1998   |
| オジー・ニューサム                   | オジー・ニューサム     | Ozzie Newsome   | GM         | 1996–2018 | 1999   |

### Ring of Honor
レイブンズは、初代ボルチモア・コルツの元メンバー8人を含むチームOB21人を「Ring of Honor（リング・オブ・オナー）」として称え、M&Tバンク・スタジアムで常設展示を行っている。
- アーネスト・バイナー
- ジョニー・ユナイタス
- レニー・ムーア
- アート・ドノバン
- ジム・パーカー
- レイモンド・ベリー
- テッド・ヘンドリクス
- ジョン・マッキー
- ジーノ・マーチェッティ
- アート・モデル
- マイケル・マクラリー
- ピーター・ボールウェア
- ジョナサン・オグデン
- マット・ストバー
- ジャマール・ルイス
- レイ・ルイス
- トッド・ヒープ
- エド・リード
- ブライアン・ビリック
- ハロティ・ナータ
- マーシャル・ヤンダ

## 歴代ヘッドコーチ
- テッド・マーチブローダ (1996-1998)
- ブライアン・ビリック (1999-2007)
- ジョン・ハーボー (2008-現在)

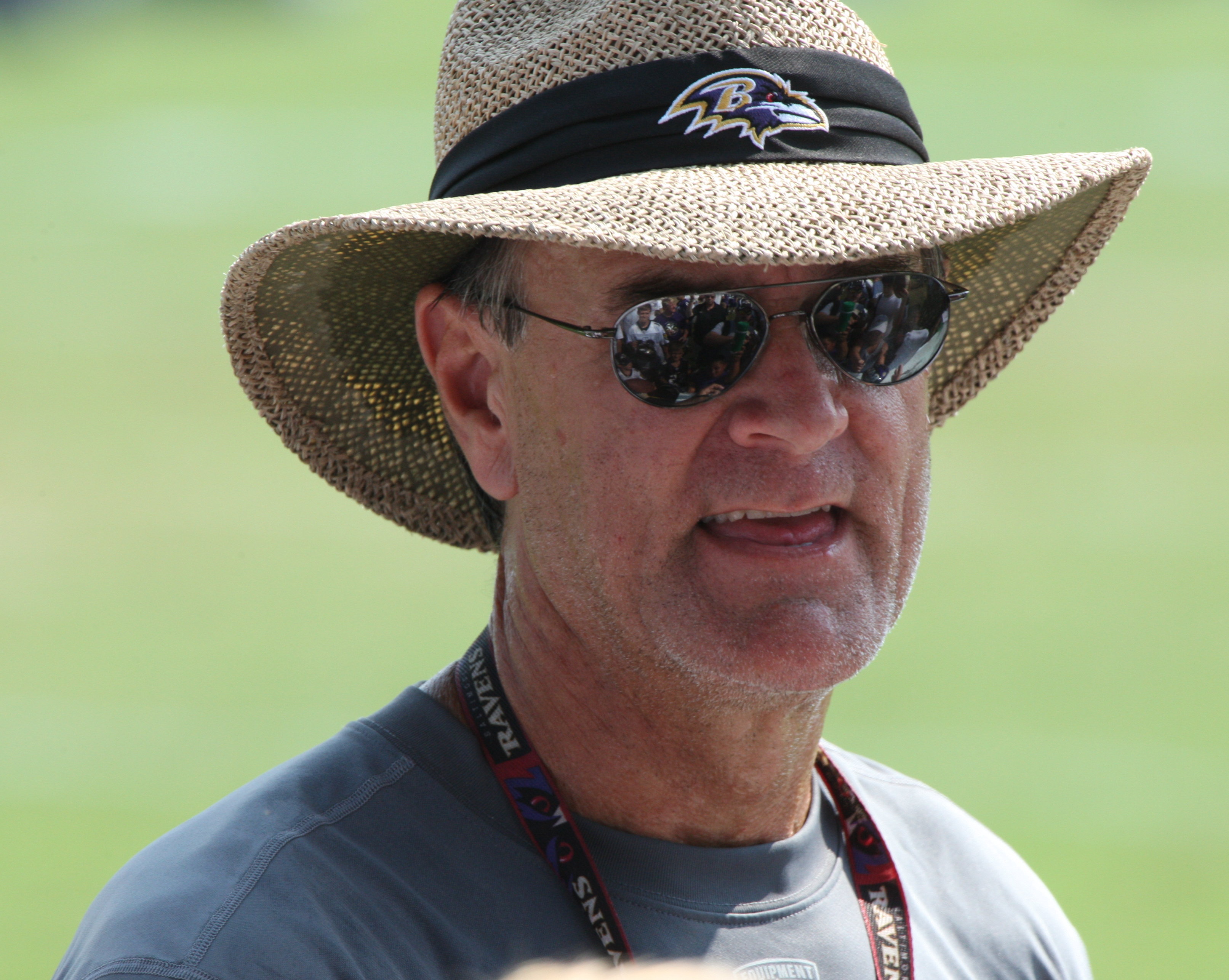
ブライアン・ビリック
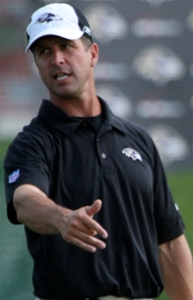
ジョン・ハーボー